# Paulette Goddard

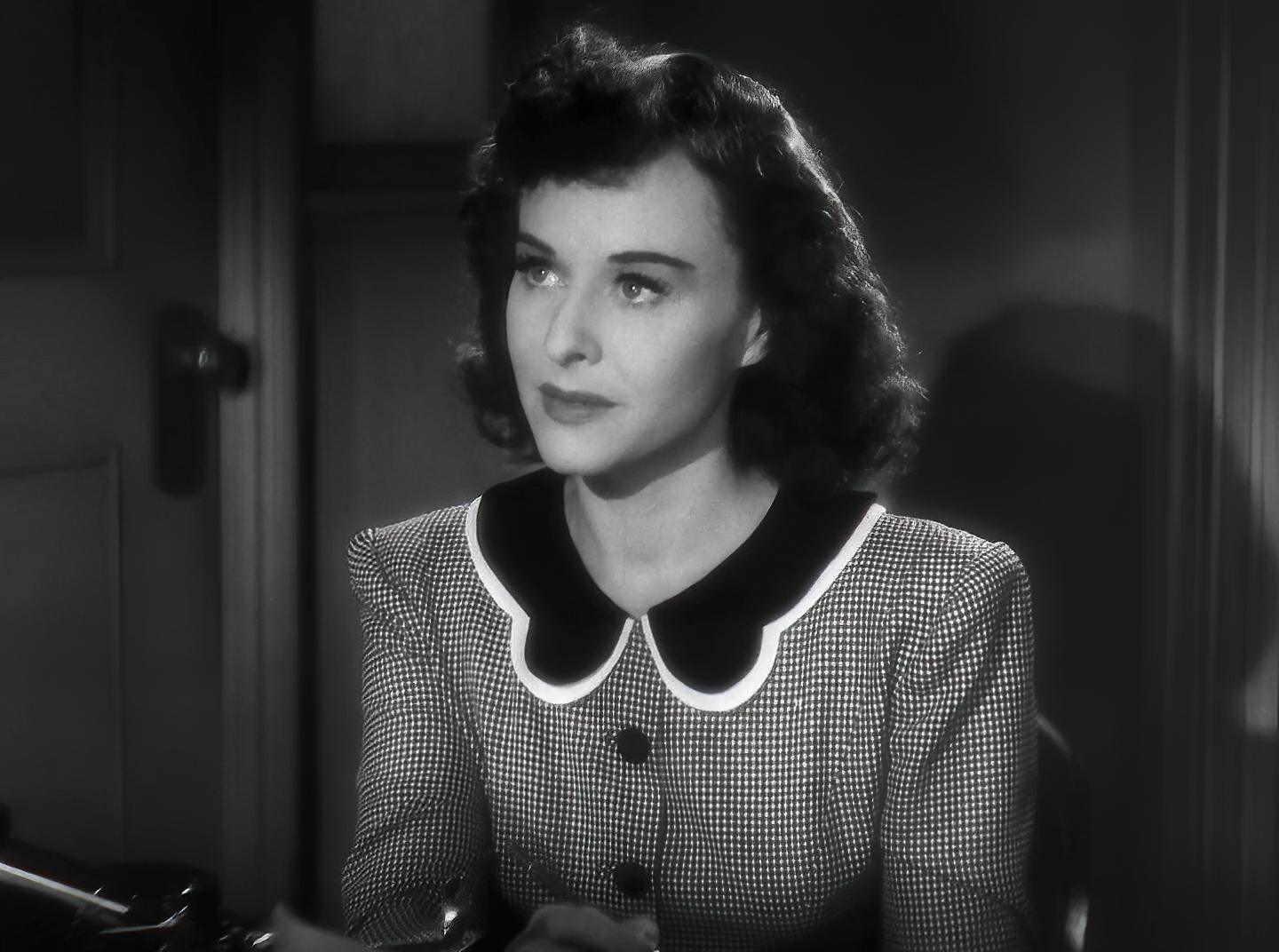
Paulette Goddard w scenie z filmu Druga zwrotka (1940)

Paulette Goddard  (ur. 3 czerwca 1910 w Nowym Jorku, zm. 23 kwietnia 1990 w Ronco sopra Ascona) – amerykańska aktorka, nominowana do Oscara za rolę w filmie Bohaterki Pacyfiku.

## Życiorys
Najważniejsze role zagrała w filmach Dzisiejsze czasy i Dyktator w reżyserii Charliego Chaplina, który był jej mężem w latach 1936–1942. Małżeństwo zakończyło się rozwodem, podobnie jak kolejne z aktorem Burgessem Meredithem (1944–1950).
Po zakończeniu kariery aktorskiej w 1958 roku wyszła za mąż za słynnego niemieckiego pisarza Ericha Marię Remarque’a. Związek przetrwał aż do jego śmierci w 1970 roku.
Paulette Goddard była leczona na raka piersi, najwyraźniej z powodzeniem, ale operacja była bardzo inwazyjna i lekarz usunął kilka żeber. Później osiadła w Ronco sopra Ascona, w Szwajcarii, gdzie po krótkiej chorobie zmarła kilka tygodni przed 80. urodzinami. Została pochowana na cmentarzu w Ronco obok swojej matki i Ericha Marii Remarque’a.

## Filmografia
- 1936 – Dzisiejsze czasy (Modern Times) jako Ellen Peterson
- 1939 – Kobiety (The Women) jako Miriam Aarons
- 1940 – Dyktator (The Great Dictator) jako Hannah
- 1940 – Policja konna Północnego Zachodu (North West Mounted Police) jako Louvette Corbeau
- 1940 – Druga zwrotka (Second Chorus) jako Ellen Miller
- 1943 – Bohaterki Pacyfiku (So Proudly We Hail!) jako porucznik Olivia D’Arcy